# Тёмные Мстители
«Тёмные Мстители» (англ. Dark Avengers) — команда американской серии комиксов, опубликованных Marvel Comics. Является частью серии, в которой фигурируют различные интеграции супергероев из команды Мстители. Была собрана Норманом Озборном и состояла в основном из бывших Громовержцев. Примечательно, что у участников Тёмных Мстителей была легенда, согласно которой суперзлодеи выступали под видом супергероев.

## История публикаций
Первый номер серии вышел в январе 2009 года как часть другой серии комиксов под названием Dark Reign. В первом выпуске писатель Брайан Майкл Бендис и художник Майк Деодато начали историю с переформирования команды Мстителей, которую распустило правительство США. Лидером Тёмных Мстителей стал Норман Озборн, бывший Зелёный гоблин и директор Громовержцев.
Серия закончилась выпуском Dark Avengers #16 событиями сюжета Осада.
Серия включала в себя:
- Dark Avengers #1—16.
- Dark Avengers Annual #1.

Спин-оффы серии:
- Dark Reign: Hawkeye #1—5.
- Dark Reign: Sinister Spider-Man #1—4.
- Dark Avengers: Ares #1—3.
- Dark Wolverine #75—90.
- Ms. Marvel #38—46.

## Сюжет
Правительство поручает Норману Озборну (в прошлом известному злодею, который в настоящее время использует псевдоним Железный патриот) реконструировать команду. Раннее Озборн занимал пост директора Громовержцев, которая отличилась во время Секретного вторжения, где Озборн убил Веранке, королеву скруллов. Помимо этого Норман Озборн был назначен директором Щ.И.Т.а, антитеррористической организации. Под его началом она была реформирована в М.О.Л.О.Т.

### Выпуски 1—6
В оригинальный состав команды вошли бывшие члены Громовержцев: Мунстоун (которая взяла личность Мисс Марвел, так как настоящая Мисс Марвел Кэрол Денверс отказалась работать на Озборна), Меченый (под видом Соколиного глаза) и Веном (представлен как Человек-паук); а также новобранцы: Арес, Часовой, Нох-Варр (под псевдонимом Капитан Марвел) и Дакен (надевший костюм своего отца Росомахи). Их директор Норман Озборн с помощью Призрака взламывает хранилище с бронёй Тони Старка и создаёт себе личность Железного патриота. Их первая миссия заключается в помощи Доктору Думу в Латверии, где на него напала Моргана ле Фей. По возвращении домой они узнают, что Ронин выступил на телевидении, чтобы напомнить общественности о тёмном прошлом Нормана Озборна. Озборн решает избавиться от этой проблемы. Нох-Варр, узнав, что его товарищи по команде злодеи, сбегает и присоединяется к Мстителям.

### Выпуски 7—8 (кроссовер с Утопией)
Тёмные Мстители прибывают в Сан-Франциско, чтобы подавить анти-мутантские выступления. Между тем Норман создаёт собственных Людей Икс, состоящих из: Дакена, Плаща и Кинжала, Мимика, Эммы Фрост, Нэмора, Омеги и Мистик. Это приводит к недовольству со стороны Тёмных Мстителей. Когда Эмма Фрост, Плащ и Кинжал и Нэмор предают команду, Озборн клянётся отомстить Людям Икс.

## Состав

### Первые Тёмные Мстители
| Персонаж       | Настоящее имя                                                                             | «Легенда»                                                     | Способности |
| -------------- | ----------------------------------------------------------------------------------------- | ------------------------------------------------------------- | --- |
| Зелёный гоблин | Норман Озборн                                                                             | Выступает как Железный патриот                                | Имеет повышенные физические характеристики и регенерацию после принятия сыворотки гоблина. Ныне носит броню созданную по технологии Железного человека                                                      |
| Веном          | Мак Гарган                                                                                | Всем представлен Озборном как Человек-паук из Новых Мстителей | Симбиот Веном даёт своему носителю множество сил: повышенные физические характеристики и силы предыдущих хозяев, главным образом Человека-паука                                                             |
| Меченый        | Лестер                                                                                    | Был представлен всем как Соколиный Глаз                       | Сверхчеловеческих сил не имеет, но развил свою меткость до невероятного уровня |
| Арес           | Арес                                                                                      | Использует свою настоящую личность                            | Бог войны, то есть невероятная сила, неуязвимость, отличные навыки боя |
| Дакен          | Акихиро (использует псевдоним Дакен Акихиро)                                              | Всем представлен как Росомаха                                 | Регенерация, втягивающиеся когти на руках, управление феромонами |
| Мунстоун       | Карла Софен                                                                               | Представлена как Мисс Марвел                                  | Манипуляции с гравитацией, полёт, фотонные взрывы, генерации света, неуязвимость, небольшой молекулярный контроль. Также сверхчеловеческая сила, скорость и прочность                                       |
| Часовой        | Роберт Рейнольдс, но в тот момент им управляла тёмная половина личности Рейнольдса — Мрак | Выступает под своим обычным псевдонимом Часового              | Почти безграничная сила — сверхчеловеческая сила, скорость, выносливость, ловкость, рефлексы, органы чувств и прочность, Манипуляции с энергией и материей, полёт, телепатия, исцеление и воскрешение людей |
| Марвел Бой     | Нох-Варр                                                                                  | Представлен Капитаном Марвелом                                | Является Крии, то есть повышенные рефлексы, сила, скорость и выносливость |

### Новые Тёмные Мстители
| Персонаж         | Настоящее имя   | «Легенда»      | Способности |
| ---------------- | --------------- | -------------- | --- |
| Зелёный гоблин   | Норман Озборн   | Супер-Адаптоид | Копирование сверхчеловеческих способностей |
| Горгон           | Томи Шишидо     | Росомаха       | Способность превращать людей в камень путём зрительного контакта с ними, сверхчеловеческие физические способности, регенеративный лечебный фактор, телепатия, уровень интеллекта гения в различных областях |
| Скаар            | Скаар           | Халк           | Сверхчеловеческая сила, скорость, выносливость, прочность, регенеративный лечебный фактор, способность получать энергию от планеты, иммунитет к огню и высоким температурам, искусный фехтовальщик |
| Суперия          | Дейдри Уэнтворт | Мисс Марвел    | Сверхчеловеческая сила, энергетические взрывы, высокая подготовка в боевых искусствах |
| Трикшот          | Барни Бартон    | Соколиный глаз | Брат Клинта Бартона. Высококвалифицированный лучник, стрелы с различными свойствами |
| Обезглавливатель | Ай Апак         | Человек-паук   | Ядовитый укус, сверхчеловеческая сила, расширенные обонятельные и осязательные чувства, способность держаться на поверхностях твёрдых тел, подводная адаптация, создание биологической и органической паутины |
| Токсичная Докси  | Джун Ковингтона | Алая Ведьма    | Отравляет всех, кто к ней прикоснется |
| Рагнарёк         | Рагнарёк        | Тор            | Киборг-клон Тора, обладает сверхчеловеческой силой, обширными боевыми знаниями, высокой устойчивостью к травмам, иммунитетом ко всем земным болезням, сверхчеловеческой ловкостью и рефлексами, имеет искусственный Мьёльнир, с помощью которого может летать, проецировать энергию, создавать молнии и управлять погодой |

## Альтернативные версии

### Ultimate Marvel
Во вселенной Ultimate Marvel альтернативная версия Тёмных Мстителей называется Тёмные Алтимейтс. В эту команду вошли Канг Завоеватель, Рид Ричардс и так же контролируемый Человек-факел, а также бывшие члены Алтимейтс — Халк и Ртуть. Они появляются во время нападения на Трискелион, чтобы украсть Камни Бесконечности.

## Появления вне комиксов

### Телевидение
- В мультсериале «Мстители, общий сбор!» в эпизоде «Тёмные Мстители» Тёмные Мстители появляются как злые двойники оригинальных Мстителей.

### Видеоигры
- Тёмные Мстители появляются в игре для Facebook «Marvel: Avengers Alliance». В их состав вошли: Меченый (как Соколиный глаз), Дакен (как Росомаха), Рагнарок, Чёрная вдова (Елена Белова) и Веном.
- Команда появляется в игре «Marvel Puzzle Quest», доступной для скачивания на Android и iTunes. В команду входят: Арес, Меченый, Дакен, Мунстоун, Рагнарок, Часовой, Веном и Елена Белова.
- Команда появляется в игре «Marvel Future Fight», доступной для скачивания на Android и iTunes. В команду входят такие персонажи как: Арес, Меченый (в костюме Соколиного глаза), Дакен, Часовой, Мунстоун, Скорпион, Зеленый гоблин (в костюме Железного патриота).

## Коллекционные издания
Серия собрана в отдельных томах:
- Volume 1: Dark Avengers Assemble (включает Dark Avengers #1—6, 160 страниц, твёрдая обложка, Сентябрь 2009, ISBN 0-7851-3851-X, мягкая обложка, декабрь 2009, ISBN 0-7851-3852-8).
- Dark Avengers/Uncanny X-Men — Utopia (включает Dark Avengers #7-8, «Dark Avengers/Uncanny X-Men: Utopia» «Utopia Finale» и Uncanny X-Men #513—514, 352 страниц, твёрдая обложка, декабрь 2009, ISBN 0-7851-4233-9, мягкая обложка, апрель 2010, ISBN 0-7851-4234-7).
- Volume 2: Molecule Man (включает Dark Avengers #9—12, 112 страниц, твёрдая обложка, февраль 2010, ISBN 0-7851-3853-6).
- Dark Avengers: Siege (включает Dark Avengers #13—16 и Dark Avengers Annual #1, 144 страницы, Marvel Comics, твёрдая обложка, июль 2010, ISBN 0-7851-4811-6).
- Dark Avengers: The End is the Beginning (включает Dark Avengers #175—183, мягкая обложка, февраль 2013, ISBN 0785161724).
- Dark Avengers: Masters of Evil (включает Dark Avengers #184—190, мягкая обложка, июль 2013, ISBN 0785168478).

Все выпуски (за исключением кроссовера с Utopia) собраны в томе с твёрдой обложкой:
- Dark Avengers Marvel (включает Dark Avengers #1—6, #9—16 и Annual #1, твёрдая обложка, 400 страница, июль 2011, ISBN 0-7851-5650-X).

Спин-оффы:
- Ms. Marvel:
  - Volume 7: Dark Reign (включает Ms. Marvel #35—40, 176 страниц, Marvel Comics, твёрдая обложка, Сентябрь 2009, ISBN 0-7851-3838-2, мягкая обложка, декабрь 2009, ISBN 0-7851-3839-0).
  - Volume 8: War of The Marvels (включает Ms. Marvel #41—46, 120 страниц, Marvel Comics, твёрдая обложка, Январь 2010, ISBN 0-7851-3840-4, мягкая обложка, май 2010, ISBN 0-7851-3841-2).
- Dark Wolverine:
  - Volume 1: The Prince (включает Wolverine #73—74 и Dark Wolverine #75—77, 112 страниц, Marvel Comics, твёрдая обложка, Октябрь 2009, ISBN 0-7851-3900-1, мягкая обложка, март 2010, ISBN 0-7851-3866-8).
  - Volume 2: My Hero (включает Dark Wolverine #78—81, 112 страниц, Marvel Comics, твёрдая обложка, апрель 2010, ISBN 0-7851-3977-X)
  - Siege: X-Men — Dark Wolverine & New Mutants (включает Dark Wolverine #82—84, 128 страниц, Marvel Comics, твёрдая обложка, июнь 2010, ISBN 0-7851-4815-9).
- Dark Reign: Sinister Spider-Man (включает Dark Reign: The Sinister Spider-Man #1—4, 112 страниц, Marvel Comics, мягкая обложка, январь 2010, ISBN 0-7851-4239-8).
- Dark Avengers: Ares (включаетAres #1—5 и Dark Avengers: Ares #1—3, 192 страницы, Marvel Comics, мягкая обложка, апрель 2010, ISBN 0-7851-4406-4).
- Dark Reign: Hawkeye (включает Dark Reign: Hawkeye #1—5, 120 страниц, Marvel Comics, мягкая обложка, май 2010, ISBN 0-7851-3850-1).